# Les Amazones d'Afrique
Pour les articles homonymes, voir Les Amazones.
Les Amazones d'Afrique est un supergroupe malien de musiques du monde comtemporain. Il est formé en 2015 avec Kandia Kouyaté, Angélique Kidjo, Mamani Keita, Rokia Koné, Mariam Doumbia, Nneka, Mariam Koné, Massan Coulibaly, Madina N'Diaye, Madiaré Dramé, Mouneissa Tandina et Pamela Badjogo,,,. La composition de cette formation évolue en fait régulièrement. Le nom du groupe fait référence aux Amazones du Dahomey, qui étaient un régiment militaire féminin du XVIIe au XIXe siècle dans ce qui est maintenant le Bénin.

## Histoire
Les Amazones d'Afrique donnent leur premier concert à la Fiesta des Suds, de Marseille, en France, en octobre 2015. Le premier morceau qu'elles ont sorti était I Play the Kora, un morceau qui va bien au-delà du terme souvent réducteur de musiques du monde. Son message est d'encourager les femmes à se réunir pour chanter sur le fait qu'elles devraient « se lever et combattre l'injustice parce que nous sommes tous égaux », ; les bénéfices de la vente du disque sont reversés à la Fondation Panzi, dirigée par le docteur Mukwege à Bukavu (RDC), qui a apporté un soutien thérapeutique à plus de 80 000 femmes, dont près de 50 000 sont victimes de violences sexuelles et de mutilations génitales féminines,. La kora, un instrument semblable à une harpe originaire d'Afrique de l'Ouest, fonctionne comme une métaphore : jouer de la kora a été refusé aux femmes pendant des années ; seuls les hommes bénéficiaient de ce privilège.
Après leur première performance au Royaume-Uni au WOMAD Charlton Park en juillet 2016, Les Amazones d'Afrique ont signé chez Real World pour la sortie de leur premier album, République Amazone, en 2017.

## Discographie
- 2017 : République Amazone (Real World)[9]
- 2020 : Amazones Power (Real World)
- 2024 : Musow Danse